# De Brauw

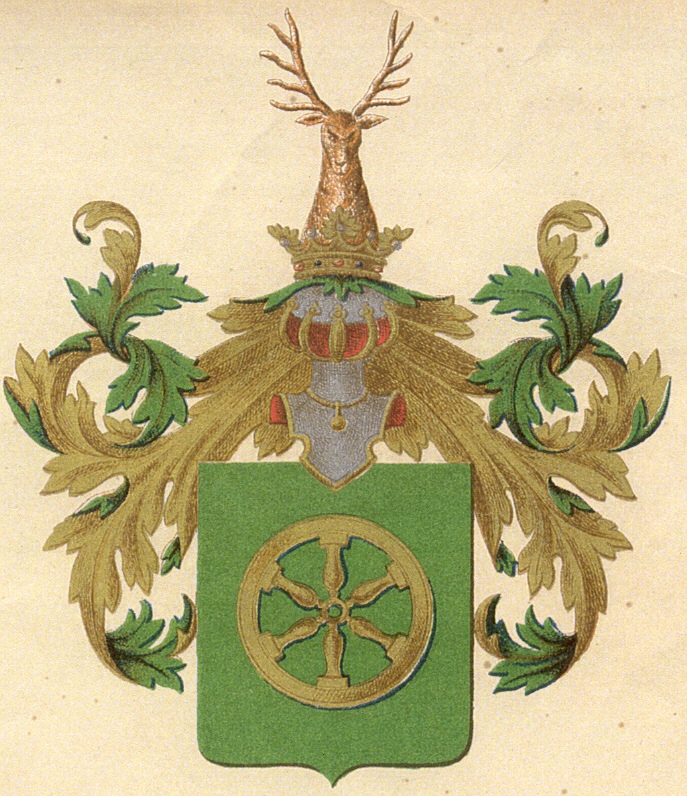
Familiewapen

De Brauw (ook: Stavenisse de Brauw en Ten Noever de Brauw) is een Nederlands geslacht, dat politici en militairen voortgebracht heeft.
Stamvader van het geslacht is de te Londerzeel geboren rentmeester Jan de Brauw (1466-1535). Diens kleinzoon Johan de Brauw (1559-1619) week eerst naar Staats-Vlaanderen en later naar Nederland uit. In 1839 werd een tak van het geslacht verheven in de Nederlandse adel en verkreeg het adellijke predicaat jonkheer. De naam De Brauw zou volgens W.J.J.C. Bijleveld, (hoofd)redacteur van het Nederland's Adelsboek, in Zuid-Nederland "De Pronker" betekenen.
Het wapenschild van het geslacht De Brauw bestaat uit een gouden wiel op groene achtergrond. Het helmteken is een hertenkop. De dekkleden zijn goud en groen.

## Enkele telgen
Jan de Brauw (1466-1535), hoofdbaljuw en eerste rentmeester van Land van Zotteghem (Vlaanderen)
- Johan de Brauw (1532-1617), burgemeester van Geeraardsbergen (Vlaanderen)
  - Johan de Brauw (1559-1619), wijkt uit naar Zeeland. o.a. stadhouder van Zuid-Beveland en baljuw van Tholen
    - Isaak de Brauw (1601-1649), commissaris van monstering en ontvanger te Goes
      - Mr. Willem de Brauw (1633-1694), advocaat, schepen en ontvanger te Goes
        - Mr. Cornelis de Brauw (1664-1728), baljuw en opperdijkgraaf van Dreischor, Zonnemaire en Noordgouwe
          - Daniel de Brauw (1693-1768), luitenant-generaal Infanterie
            - Cornelis de Brauw (1728-1804), luitenant-generaal, commandant van de landmacht te Zeeland
              - Mr. Daniel de Brauw (1768-1842), kapitein infanterie
                - Constantijn Philip de Brauw (1811-1892), kapitein-ter-zee, commandant K.I.M. te Den Helder en wachtschip aldaar.

              - Jhr. mr. Willem Maurits de Brauw (1772-1841), stamvader van de adellijke tak
              - Cornelis de Brauw (1775-1837). Voegde de naam van zijn grootmoeder van vaderskant aan zijn eigen naam toe en werd zo stamvader van de tak Stavenisse de Brauw
              - Jacob de Brauw (1777-1840), officier Hollandse Brigade en Nederlands-Indische leger, koopman
                - Cornelis Albert de Brauw (1809-1862), generaal-majoor Nederlands-Indische leger
                  - Cornelis Albert de Brauw (1855-1905), kapitein-ter-zee, havenmeester en commandant wachtschip Den Helder

                - Maria Antonetta Agatha de Brauw (1813-1892); trouwde in 1853 met haar neef Constantijn Philip de Brauw.

              - Dr. Isaak de Brauw (1784-1871). Zijn zoon met diens tweede vrouw kreeg bij de geboorte de naam van zijn moeder toegevoegd en zo ontstond de tak Ten Noever de Brauw.[2]

    - Jacob de Brauw (1604-1680), burgemeester Rotterdam en lid van de Hollandse Rekenkamer

### Adellijke tak
- Jhr. mr. Willem Maurits de Brauw (1772-1841), raad en schepen van Zierikzee, lid Vergadering van Notabelen (voor het departement Monden van de Schelde), directeur der registratie en domeinen. Bij KB van 26 augustus 1839, nr. 166 in de adelstand verheven.
  - Jhr. mr. Willem Maurits de Brauw (1810-1874), lid Eerste en Tweede kamer
    - Jhr. mr. Willem Maurits de Brauw (1838-1898), minister, Commissaris van de koning/koningin in Zeeland
      - Jhr. Henri de Brauw (1879-1941), assuradeur en bibliofiel
        - Jhr. mr. Willem Maurits de Brauw (1914-1943), verzetsstrijder

      - Jhr. Louis Maurits de Brauw (1892-1981), diplomaat
        - Jhr. Maurits Louis de Brauw (1925-1984), minister en lid Tweede Kamer

    - Jhr. mr. Engelbert Nicolaas de Brauw (1849-1919), advocaat, oprichter van het kantoor De Brauw Blackstone Westbroek
      - Jhr. mr. Willem Maurits de Brauw (1876-1962), rijksadvocaat
        - Jhr. mr. Jacob Hendrik de Brauw (1905-1975), advocaat en deken orde van advocaten
          - Jhr. mr. Willem Jacob de Brauw (1944), jurist
            - Jkvr. Marguérite Cornélie Wilhelmina de Brauw (1973), actrice; trouwde in 2001 met Aus Greidanus (1975), acteur en zoon van acteur en regisseur Aus Greidanus (1950) en actrice Sacha Bulthuis (1948-2009)

          - Jkvr. Elisabeth Wilhelmina Malvina de Brauw (1960), actrice; partner van Johan Simons (1946), regisseur

        - Ariane Margaretha de Ranitz-de Brauw (1911-1981), oprichtster Utrechtse mytylschool; echtgenote van Coen de Ranitz (1905-1983), burgemeester van Utrecht

      - Jhr. mr. Albert Karel Cornelis de Brauw (1884-1959), advocaat en procureur
        - Jhr. mr. Pieter Jan Willem de Brauw (1912-2001), advocaat en deken orde van advocaten
          - Jhr. mr. Albert Karel Cornelis de Brauw (1944), bedrijfsjurist
            - Jkvr. Saskia Deirdre de Brauw (1981), model

        - Jhr. Nicolaas Engelbert de Brauw (1914-1987), kolonel der artillerie, diplomaat en kunstschilder
          - Jhr. mr. Willem Maurits de Brauw (1948), ambtenaar

  - Jkvr. Mary de Brauw (1811-1892); trouwde in 1845 met haar neef O.W. Stavenisse de Brauw (1807-1891), kantonrechter, secretaris-generaal departement van Oorlog, lid van de Raad van State

### Tak Stavenisse de Brauw
Het wapen van de tak Stavenisse De Brauw is gevierendeeld met het wapen De Brauw op veld 1 en 4 en op plaats 2 en 3 in het zwart twee golvende dwarsbalken vergezeld van 5 liggende blokjes. Achtergrond zilver. Helmteken en dekkleden als van De Brauw.
- Cornelis Stavenisse de Brauw (1775-1837), landmachtofficier, lid Hoog Militair Gerechtshof, koopman
  - Cornelis Frederik Stavenisse de Brauw (1801-1864), schout-bij-nacht, ridder Militaire Willems-Orde; trouwde in 1839 met zijn nicht Alida Charlotta Albertina de Brauw (1809-1889)
  - Mr. Otto Willem Stavenisse de Brauw (1807-1891), kantonrechter, lid van Raad van State; trouwde in 1845 met zijn nicht jkvr. Mary de Brauw (1811-1892)

### Tak Ten Noever de Brauw
- Dr. Isaac de Brauw (1784-1871), arts, raadslid, wethouder en burgemeester te Woerden; hij trouwde 2e 1818 met Gerrigje ten Noever (1796-1865).[3]
  - Dr. Jan Christiaan ten Noever de Brauw (1822-1881), arts te Woerden
    - Dr. Isac Gerrit ten Noever de Brauw (1861-1945), arts, inspecteur geneeskundige dienst van de zeemacht[3]

  - Alida Charlotte Albertine de Brauw (1825-1898); trouwde in 1854 met Willem Frederik van Erp Taalman Kip (1824-1905), minister van Marine, lid van de familie Kip

Geslachten die opgenomen zijn in het sinds 1910 verschijnende genealogische naslagwerk Nederland's Patriciaat. Lijst volgens opgave van het CBG Centrum voor familiegeschiedenis.
A · B · C · D · E · F · G · H · I · J · K · L · M · N · O · P · Q · R · S · T · U · V · W · Y · Z